# Chantier Gédéon

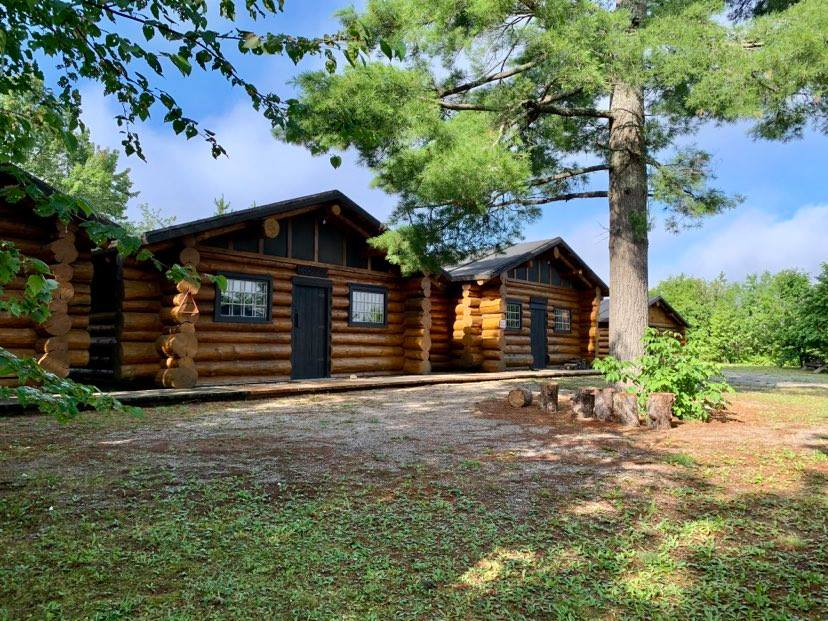
Chantier Gédéon, photo prise Cathy Fraser, Les Promoteurs d'Angliers Inc.

Pour les articles homonymes, voir Gédéon (homonymie).
Le Chantier Gédéon est une reconstitution de camp de bûcherons des années 1930-1940, située à Angliers au Témiscamingue. Ce site se trouve près de la rivière des Outaouais et du lac des Quinze. Les bâtiments du Chantier Gédéon reproduisent fidèlement la vie rudimentaire des bûcherons de l'époque qui préparaient la saison de flottage de bois. La visite fait à la fois découvrir le mode de vie des bûcherons au campement ainsi que dans les chantiers forestiers du Témiscamingue. Ce site historique est constitué de cinq bâtiments : la cuisine (cookerie), le dortoir (sleepcamp), le camp du contremaître (jobber), le magasin général (office) et l'écurie (stable).

## Histoire

### Industrie forestière au Témiscamingue, deuxième moitié duXIXesiècle
Au milieu du XIXe siècle, la colonisation du Témiscamingue était vue par les élites politiques et religieuses québécoises comme une solution pour freiner l'exode des vieilles paroisses de la vallée du Saint-Laurent vers la Nouvelle-Angleterre et l'Ouest canadien. La rivière des Outaouais, laquelle traversait le Témiscamingue, constituait la voie pour accéder au territoire et aux forêts de pins convoités par les industries. Le grand bassin hydrographique au Témiscamingue permettait aussi le flottage des billots sur de très longues distances.
Vers 1850, après avoir obtenu du gouvernement québécois des concessions au Témiscamingue, différentes compagnies commencèrent à exploiter les ressources forestières dans cette région. C'est près du lac Kipawa et au sud du lac Témiscamingue que les compagnies ont entamé la coupe des forêts de pins, vers 1850. Par la suite, dans la deuxième moitié du XIXe siècle, les coupes se sont peu à peu étendues au nord du lac Témiscamingue et près des lacs Des Quinze et Simard.

### La CIP et Angliers durant les années 1920
Vers 1925, le volume de coupes forestières augmenta particulièrement dans la région des lacs Simard et des Quinze. C'est la Canadian International Paper (CIP), une entreprise de produits forestiers située à Montréal, qui englobait plusieurs de ces activités forestières au Témiscamingue. Cette compagnie acheta dans les années 1920 l’usine de Témiscaming, qui avait été construite par la Riordon Pulp and Paper Company.
La CIP mit en branle une opération de flottage de grande envergure au Témiscamingue. Elle construisit pour cette région d'imposants remorqueurs de bois, notamment le T.-E. Draper. Au printemps, les billots coupés pendant l'hiver étaient dravés sur les rivières jusqu'aux lacs Des Quinze et Simard. Par la suite, ils étaient assemblés en estacades et remorqués par le T.-E. Draper jusqu'à la décharge des lacs. De la fonte des glaces à la fin de l'automne, le remorquage s'effectuait pratiquement jour et nuit.
Angliers devint peu à peu le centre d'opération de flottage dans cette région. Ce village, édifié en 1924, se développa surtout par l'industrie forestière et le flottage de bois, lorsque des centaines de travailleurs vinrent y travailler en empruntant le chemin de fer.
Parmi les travailleurs forestiers, plusieurs étaient des sous-traitants embauchés dans la région par différents entrepreneurs. La CIP recrutait aussi comme travailleurs des Algonquins de Notre-Dame-du-Nord. Plusieurs travailleurs bûcherons et draveurs se logeaient et s'approvisionnaient dans des camps construits par la CIP. Parmi ces camps, le plus imposant était le Boom Camp, situé près du lac Simard. Ce camp comportait un dortoir, une cuisine, un entrepôt ainsi qu'un bureau. Les autres camps de drave de cette zone étaient le Riordon Depot, le Grassy Narrow et celui d'Angliers.

### L'évolution des conditions de vie des bûcherons, entre les années 1920 et 1970
Le métier de bûcheron était ardu physiquement. Tout au long de l'hiver, les bûcherons pratiquaient la coupe de bois, car c'est pendant cette période que les arbres pouvaient être coupés le plus aisément. Pendant cette saison, la sève ne coule pas des arbres et les billes de bois peuvent être transportées sur la neige. Lors du printemps, les billes de bois étaient dravés sur les lacs et rivières. À l'automne, il fallait souvent quitter les chantiers pour ouvrir les routes, ce qui permettait d'apporter les provisions pour l'hiver. Ainsi, ce travail qui demandait beaucoup d'effort occupait les bûcherons tout au long de l'année. Par ailleurs, le métier de draveur était très risqué. Ils devaient souvent courir sur les billots en tentant de garder leur équilibre ou avoir recours à la dynamite pour détruire les embâcles. C'est pourquoi le risque de noyade ou de blessure était très élevé.
Alors que le Témiscamingue a connu par l'exploitation forestière une grande croissance économique au début du XXe siècle, la Grande Dépression de 1929 eut des conséquences néfastes sur les conditions de vie des bûcherons. Étant donné l'augmentation des tarifs douaniers américains sur le bois d'œuvre, les exportations de produits forestières ont particulièrement diminué pendant cette crise. Par ailleurs, la vente de papier journal aux marchés américains a connu une forte baisse au cours de ces années. Pour ces raisons, plusieurs scieries de la région ont été contraintes de fermer. De 1929 au début des années 1930, comme plusieurs marchands de bois faisaient faillite, les salaires des bûcherons et draveurs ont connu une forte diminution. C'est pourquoi environ 2 500 travailleurs ont quitté l'Abitibi-Témiscamingue pendant cette crise, tandis que les bûcherons qui y demeuraient étaient aux prises avec des conditions de vie austères. L'hygiène au sein des camps forestiers se voyait de plus en plus négligée, dans la mesure où les travailleurs s'entassaient dans des dortoirs où la ventilation était mauvaise. En 1933, le salaire des bûcherons ne dépassait pas 15$ par mois. Leur rémunération à la pièce est passée de 9 cents, en 1929, à 2,5 cents en 1933. Les frais de pension et de transport étaient souvent déduits de ce salaire. Les bûcherons devaient également assumer les dépenses pour leur équipement de travail. Par ailleurs, comme le montre bien l'exposition au Centre d'interprétation de la foresterie de La Sarre, l'alimentation aux camp de bûcheron était très peu variée. On y consommait fréquemment les mêmes repas comme du lard salé, de la soupe au bois, des fèves au lard et du pain. Néanmoins, après la Deuxième Guerre mondiale, d'autres aliments s'introduisirent à leur diète, notamment le lait, les légumes et les fruits.
Si les conditions de vie de ces travailleurs étaient difficiles, elles ont connu une certaine amélioration au cours des décennies, à partir de la fin des années 1930. En fait, les bûcherons ont lutté pour améliorer leurs conditions de travail, notamment en réclamant un salaire plus élevé. Pendant la Grande Dépression, en 1933, 2700 bûcherons de la Division Kipawa de la CIP ont déclenché une grève. La détérioration des conditions de travail et la présence d'organisateurs syndicaux en Abitibi-Témiscamingue venus d'Ontario ont conduit à cette manifestation. Les organisateurs syndicaux de la Ligue d’unité ouvrière (L.U.O.) ont convaincu les bûcherons de cesser de travailler pour l'amélioration de leurs conditions de vie dans les chantiers. Cette manifestation, qui s'est tenu à environ 50 km au sud de Rouyn-Noranda, au district de Clérion, a été réprimée par la CIP et la police provinciale dans le Nord-Ouest québécois. Les piquets de grève furent démantelés et plusieurs manifestants se firent arrêter par les policiers. Malgré cette réponse intransigeante, les bûcherons continuèrent par la suite à critiquer leurs mauvaises conditions. Cette manifestation fut bénéfique à long terme, dans le sens où le gouvernement Taschereau, redoutant d'autres manifestations de bûcherons, mit en place une loi pour améliorer leurs conditions. Ce gouvernement fut un peu plus conscient des mauvaises conditions de vie de ces travailleurs. Le gouvernement provincial intervint ainsi pour établir des conditions de travail minimales pour l'ensemble de l'industrie forestière. Le salaire mensuel fut fixé à 37 $ en 1935 et à 45 $ en 1939.
À partir de la fin des années 1930, même si les conditions de vie de ces travailleurs connurent une certaine amélioration, ce métier demeurait tout de même rude. La centaine d'hommes qui travaillaient près d'Angliers, durant les années 1940 et 1950, travaillaient 6 jours de 12 heures à chaque semaine, de la fonte des glaces jusqu'à la fin de l'automne. Les travailleurs à l'intérieur du remorqueur T. E. Draper naviguaient pendant 4 mois sans mettre pied à terre, et ils devaient avoir un mode de vie frugal. Certains d'entre eux disaient même avoir l'impression de vivre dans une sorte de prison. Cela dit, au cours des années 1960, leurs conditions de travail ont connu une certaine amélioration. L'équipage de ce remorqueur put dès lors descendre à terre à chaque dimanche.
Peu à peu, le nombre de bûcherons près d'Angliers diminua en raison des développements modernes et de la mécanisation pour rendre plus efficace le flottage de bois. Tandis qu'une centaine de travailleurs y pratiquaient la drave en 1945, ce nombre a été réduit à une trentaine en 1970. Si le volume de bois exploité a atteint un sommet en 1970, le nombre d'hommes aux camps a connu une grande diminution.

## Protection et mise en valeur
L'exposition du Chantier Gédéon fait découvrir aux visiteurs les collections d'artefacts comme des outils et des équipements mécaniques liés à la foresterie. La visite de ce site historique d'Angliers permet aussi d'en apprendre particulièrement sur le métier de bûcherons et la drave en Abitibi-Témiscamingue.
C'est aujourd'hui l'organisme à but non-lucratif des Promoteurs d'Angliers qui administre le Chantier Gédéon, tout comme le site historique du T. E. Draper qui lui est rattaché. La Corporation des Promoteurs d'Angliers est mandatée par la municipalité, depuis 1986, pour voir à la coordination et au développement touristique de la ville d'Angliers. Cathy Fraser est la directrice générale des Promoteurs d'Angliers. Cet organisme est également membre du Réseau muséal de l'Abitibi-Témiscamingue. Par ailleurs, étant partenaire de Tourisme Abitibi-Témiscamingue, l'organisme des Promoteurs d'Angliers accueille des visiteurs en provenance de plusieurs pays. Le Parc national d'Opémican, situé au Témiscamingue, favorise lui aussi la venue de touristes au site historique d'Angliers. Cette institution muséale, agréée par le Ministère de la Culture et des Communications, est aussi membre du regroupement Mémoire des chemins d'eau, qui rassemble dix musées et sites touristiques du Témiscamingue.